# Nailya Gilyazova
Nailya Gilyazova, née le 2 janvier 1953 à Kazan, est une escrimeuse soviétique pratiquant le fleuret. 
Elle remporte dans les années 1970 et 1980 un titre olympique par équipes, six titres mondiaux par équipes et un titre mondial individuel.

## Palmarès
- Jeux olympiques
  -  Médaille d'or au fleuret par équipes aux Jeux olympiques de 1976 à Montréal
  -  Médaille d'argent au fleuret par équipes aux Jeux olympiques de 1980 à Moscou
- Championnats du monde
  -  Médaille d'or au fleuret individuel aux Championnats du monde 1982 à Rome
  -  Médaille d'or au fleuret par équipes aux Championnats du monde 1974 à Grenoble
  -  Médaille d'or au fleuret par équipes aux Championnats du monde 1975 à Budapest
  -  Médaille d'or au fleuret par équipes aux Championnats du monde 1977 à Buenos Aires
  -  Médaille d'or au fleuret par équipes aux Championnats du monde 1978 à Hambourg
  -  Médaille d'or au fleuret par équipes aux Championnats du monde 1979 à Melbourne
  -  Médaille d'or au fleuret par équipes aux Championnats du monde 1981 à Clermont-Ferrand
  -  Médaille de bronze au fleuret individuel aux Championnats du monde 1974 à Grenoble